# Eurytemora thompsoni
Eurytemora thompsoni är en kräftdjursart som beskrevs av Willey 1923. Eurytemora thompsoni ingår i släktet Eurytemora och familjen Temoridae. Inga underarter finns listade i Catalogue of Life.